# Tervingios

Götaland
La isla de Gotland
Cultura de Wielbark a principios de siglo III d. C.
Cultura de Cherniajov, a principios del siglo IV d. C.
Imperio romano

Los tervingios (en latín, tervingi) fueron un pueblo godo que habitaba en las llanuras danubianas al oeste del río Dniéster en los siglos III y IV. Tenían estrechos contactos con los greutungos, otro pueblo godo al este del río Dniéster, así como con el Imperio romano tardío (o principios del Imperio bizantino). Arqueológicamente se corresponden con la cultura de Cherniajov, junto con los greutungos.

## Tervingios y greutungos
La división de los godos se encuentra afirmada por vez primera en 291, donde aparecen mencionados los tervingios; esta primera mención tuvo lugar en un elogio al emperador Maximiano (285–305), pronunciado en el año 291 o poco después (o quizá pronunciado en Tréveris el 20 de abril de 292) y tradicionalmente atribuido a Claudio Mamertino, que dice que los «tervingios, otra división de los godos» (Tervingi pars alia Gothorum) se unieron a los taifalos para atacar a los vándalos y a los gépidos. El término «vándalos» puede estar equivocado y referirse en realidad a los «victohali» porque alrededor del año 360 el historiador Eutropio narra que Dacia estaba entonces (nunc) habitada por los taifalos, victohali y tervingios.
Las referencias contemporáneas a las tribus góticas usaban los términos "Vesi", "Austrogothi", "Tervingi" y "Greuthungi". La mayor parte de estudiosos han concluido que los términos "Vesi" y "Tervingi" fueron usados ambos para referirse a una misma tribu particular, mientras los términos "Ostrogothi" y "Greuthungi" fueron usados para referirse a otra. Herwig Wolfram indica que mientras las fuentes primarias no mezclan los nombres de los pueblos, estas mencionan por un lado la pareja Tervingios-Greutungos y por otro lado la pareja Vesi-Ostrogodos y no en otra combinación, aunque ocasionalmente se enumeran los cuatro nombres como Gruthungi, Austrogothi, Tervingi, Visi. Según Herwig Wolfram, en la Notitia Dignitatum los vesi son igualados a los tervingios en una referencia a los años 388–391; esto no está claro en la propia Notitia. Hay un gran debate erudito sobre la identificación de los vesi con los tervingios y los greutungos con los ostrogodos. Que los tervingios fueran los visigodos y los greutungos los ostrogodos es algo que también indica Jordanes, que identificó a los reyes visigodos desde Alarico I a Alarico II como los herederos del juez tervingio del siglo IV, Atanarico; y los reyes ostrogodos desde Teodorico el Grande a Teodato como los herederos del rey greutungo Hermanarico. Esta interpretación, sin embargo, aunque muy divulgada entre los eruditos actuales, no es universal. 
Para Wolfram existe una continuidad entre tervingios y visigodos, y entre greutungos y ostrogodos. Las derrotas godas en época de Claudio II y Aureliano habrían hecho que los godos se escindieran, Al este del Dniéster permanecieron los greutungos, y en el Bajo Danubio los tervingios constituyeron junto con otros pueblos como los taifalos o sármatas, una confederación de pueblos. De esta confederación de pueblos surgirían los visigodos. Para Heather, en cambio, la división de los godos se produjo por la invasión de los hunos: los visigodos resultarían de una mezcla de tervingios y greutungos, y seguidores de Radagaiso, y que se establecieron al sur del Danubio a finales del siglo IV; mientras que los ostrogodos serían el resultado de la unión de fuerzas de Teodorico II y Teodorico el Grande a fines del siglo V. Roger Collins cree que la identidad visigótica surgió de la Guerra Gótica (376–382) cuando un conjunto de tervingios, greutungos y otros contingentes "bárbaros" formaron un ejército federado al este de los Balcanes que no se integró en la sociedad romana, y que por tanto no podían ser reconocidos únicamente como tervingios.
Wolfram indica que "Vesi" y "Ostrogothi" eran los términos que cada tribu emplearían para designar para autodescribirse, los vesi eran los buenos, y los ostrogodos eran los godos del sol naciente; mientras que "Tervingi" y "Greuthungi" eran identificadores geográficos con los que cada tribu describiría a la otra tribu, lo que explicaría que estos últimos términos dejaran de usarse después del 400, cuando los godos habían sido desplazados por las invasiones de los Hunos.
El término visigodo es una invención del siglo VI. Casiodoro, que era un romano al servicio del rey Teodorico el Grande, inventó el término "Visigothi" para hacer la correspondencia con el de "Ostrogothi", así mientras él pensaba que este último término significaba godos orientales, se inventó un término para designar a los godos occidentales. El término Visigodo fue empleado en el mismo reino visigodo pues así consta en sus relaciones diplomáticas con Italia en el siglo VII.

## Etimología
El nombre «tervingio» puede significar la «gente del bosque». En defensa de esta postura hay evidencia que descripciones geográficas eran usadas habitualmente para distinguir a los pueblos que vivían al norte del Mar Negro tanto antes como después del asentamiento de los godos allí, por la evidencia de que nombres relacionados con el bosque existían entre los tervingios, y la falta de evidencia de una fecha más temprana para el nombre emparejado tervingios-greuntungos que finales del siglo III. El nombre «tervingios» pudo tener orígenes prepónticos, escandinavos.

## Arqueología
Al norte del Danubio durante el siglo IV, los tervingios y sus vecinos los greutungos se corresponden arqueológicamente con la cultura de Cherniajov.

### Pauta de asentamiento
Los asentamientos de Cherniajov se arraciman en campo abierto en los valles de los ríos. Las casas incluyen moradas de suelos hundidos, moradas de superficie y almacenes. El asentamiento más grande de los conocidos (Budesty) tiene 35 hectáreas. La mayor parte de los asentamientos son abiertos y sin fortificar; también se conocen algunos fuertes.[cita requerida]

### Prácticas de enterramiento
Los cementerios de Sîntana de Mureş son mejor conocidos que los asentamientos de Sîntana de Mureş. Muestran las mismas características básicas que otros cementerios de Cherniajov. Entre ellas se incluyen prácticas de cremación y de  inhumación; entre los últimos la cabeza queda al norte. Algunas tumbas se dejaron vacías. Entre los ajuares funerarios hay cerámica, peines de hueso y herramientas de hierro, pero casi ninguna arma.

## Historia

### Historia temprana
Los tervingios aparecieron por vez primera en la historia como un pueblo distinto en el año 268 cuando invadieron el Imperio romano. Invadieron las provincias romanas de Panonia e Ilírico e incluso amenazaron a la propia Italia. Sin embargo, los tervingios fueron derrotados ese verano cerca de la actual frontera entre Italia y Eslovenia y en septiembre fueron vencidos en la batalla de Naissus. A lo largo de los tres años siguientes fueron rechazados de nuevo al otro lado del Danubio en una serie de campañas de los emperadores Claudio II Gótico y Aureliano. Y cuando Aureliano abandonó Dacia en el año 271, emprendieron hacia el 300 la ocupación del territorio.
El territorio de los tervingios se denominaba Gútthiuda y sus subdivisiones regionales eran los kunja (kuni en singular), liderada por un reiks. La política común de la Gútthiuda era conducido por un consejo tribal (gafaurds) de los reiks y representantes de cada kunji.
Los tervingios no tenían una monarquía, y ante una amenaza interna o externa el consejo tribal  podía crear una especie de monarquía de un juez (en gótico kindins) de duración limitada. El juez recibía el mandato de un consejo tribal y se encargaba de la vida religiosa, la administración de justicia y dado que no podía abandonar el territorio tervingio, se encargaba de la guerra defensiva, por lo que era necesario de un líder militar, que limitado exclusivamente al ámbito militar, sí podía dejar el territorio tribal. De modo que cuando los tervingios abandonaron el territorio tribal fue este líder militar el que configuró el futuro rey de un pueblo en migración.
En el año 332 celebraron un tratado (foedus) con los romanos —que perduró unos 35 años—, fecha a partir de la cual el obispo Ulfilas tradujo la Biblia al gótico y comenzó la conversión de los godos al arrianismo, una doctrina que había sido declarada herética en el año 325 (concilio de Nicea).

### Guerra gótica (367–369)
En 365 los tervingios se confederaron para atacar el Imperio y se pusieron bajo la autoridad de un juez Atanarico, pero que no podía abandonar el territorio tervingio sino que debía encargarse de la defensa del territorio. En 367 el emperador romano Valente atacó a los tervingios al norte del Danubio. Sin embargo, fue incapaz de golpearlos directamente, porque aparentemente el grueso de los godos se retiró a los Montes Serrorum (que es probablemente el sur de los Cárpatos). Amiano Marcelino dice que Valente no pudo encontrar a nadie con quien luchar (nullum inveniret quem superare poterat vel terrere) e incluso da a entender que todos ellos huyeron, horrorizados, hacia las montañas (omnes formidine perciti... montes petivere Serrorum). Al año siguiente, la inundación del Danubio les impidió a los romanos cruzar el río. En 369, Valente penetró más profundamente en territorio godo, ganando una serie de escaramuzas con los greutungos (y posiblemente también con los tervingios). Poco después se firmó una paz.

### Guerra gótica (376–382)
Los tervingios quedaron en Escitia occidental (posiblemente lo que hoy es Moldavia  y Valaquia)[cita requerida] hasta el año 376, cuando uno de sus líderes, Fritigerno, apeló al emperador romano Valente para que le permitiera establecerse con su pueblo en la orilla meridional del Danubio. Aquí esperaban refugiarse de los hunos. Valente se lo permitió, sin embargo, estalló el hambre, y Roma no estaba dispuesta a proporcionarles la comida que les prometieron, ni tampoco la tierra; se produjo una revuelta que llevó a seis años de saqueo y destrucción en los Balcanes, la muerte de un emperador romano y la aniquilación de todo un ejército romano.
La batalla de Adrianópolis en 378 fue el momento decisivo de la guerra. Las fuerzas romanas fueron masacradas; el emperador Valente murió durante la lucha, conmocionando al mundo romano y, con el tiempo, forzando a los romanos a negociar con ellos y permitir que los bárbaros se establecieran en tierra romana, una nueva tendencia que tuvo grandes consecuencias en la ulterior caída del Imperio romano.

## Religión
La religión original de los tervingios se desconoce. Los prisioneros romanos convirtieron a los tervingios al cristianismo. Este se extendió con bastante rapidez de manera que varios reyes tervingios y sus defensores persiguieron a los tervingios cristianos, muchos de los cuales huyeron a Moesia en el Imperio romano. Wulfila tradujo la Biblia al godo durante este exilio.
Asentados en Dacia, los tervingios adoptaron el arrianismo. Esta creencia se oponía a los católicos, que lograron predominar en los siglos IV y V.

## Idioma
El idioma godo es el idioma mejor atestiguado de los tervingios, aunque algunos estudiosos sugieren que también se hablaron otros idiomas en la región.

## Caudillos
- Ariarico 291-330
- Aorico 330-350
- Geberico 350-365
- Atanarico 365-376
- Alavivo 376
- Fritigerno 376–380